# Busur
Busur (izvirno srbsko Бусур) je naselje v Srbiji, ki upravno spada pod Občino Petrovac na Mlavi; slednja pa je del Braničevskega upravnega okraja.

## Demografija
V naselju, katerega izvirno (srbsko-cirilično) ime je Бусур, živi 915 polnoletnih prebivalcev, pri čemer je njihova povprečna starost 42,3 let (41,7 pri moških in 42,9 pri ženskah). Naselje ima 315 gospodinjstev, pri čemer je povprečno število članov na gospodinjstvo 3,71.
Prebivalstvo je večinoma nehomogeno, a v času zadnjih treh popisov je opazno zmanjšanje števila prebivalcev.
|  |

| Demografija | Demografija     | Demografija     |
| Leto        | Št. prebivalcev | Št. prebivalcev |
| ----------- | --------------- | --------------- |
|             |                 |                 |
|             |                 |                 |
|             |                 |                 |
|             |                 |                 |
| 1948        | 1699            |                 |
| 1953        | 1839            |                 |
| 1961        | 1841            |                 |
| 1971        | 1776            |                 |
| 1981        | 1730            |                 |
| 1991        | 1704            | 1405            |
| 2002        | 1578            | 1171            |
|             |                 |                 |

| Etnična sestava po popisu iz leta 2002 | Etnična sestava po popisu iz leta 2002 | Etnična sestava po popisu iz leta 2002 | Etnična sestava po popisu iz leta 2002 | Etnična sestava po popisu iz leta 2002 |
| -------------------------------------- | -------------------------------------- | -------------------------------------- | -------------------------------------- | -------------------------------------- |
| Vlahi                                  | Vlahi                                  |                                        | 553                                    | 47,22%                                 |
| Srbi                                   | Srbi                                   |                                        | 517                                    | 44,15%                                 |
| Romuni                                 | Romuni                                 |                                        | 17                                     | 1,45%                                  |
| Neznano                                | Neznano                                |                                        | 9                                      | 0,76%                                  |